# Čardačine
Čardačine (en serbe cyrillique : Чардачине) est un village de Bosnie-Herzégovine. Il est situé sur le territoire de la ville de Bijeljina et dans la république serbe de Bosnie. Selon les premiers résultats du recensement bosnien de 2013, il compte 517 habitants.

## Démographie

### Évolution historique de la population dans la localité
| 1948 | 1953 | 1961 | 1971 | 1981 | 1991 | 2013 |
| ---- | ---- | ---- | ---- | ---- | ---- | ---- |
| 363  | 424  | 556  | 441  | 452  | 370  | 517  |

|  |

### Communauté locale
En 1991, la communauté locale de Čardačine comptait 797 habitants, répartis de la manière suivante :